# 研究出版
研究出版株式会社（けんきゅうしゅっぱん）は、東京都国立市にある競艇の専門紙「ボートレース研究」を発行する新聞社である。

## 沿革
（この節の出典）
- 1953年5月 - 立川市で創業。
- 1963年4月 - 研究出版株式会社として設立[1]。
- 1973年10月 - 音楽事業部を設立。
- 1986年1月 - 音楽事業部が分社・独立し、芸能事務所・株式会社研音となる。

## 主な事業
（この節の出典）
- 競艇予想の専門紙「ボートレース研究」の発行（戸田競艇場、江戸川競艇場、平和島競艇場、多摩川競艇場開催分と主要重賞に対応）[3]
- 江戸川競艇場、平和島競艇場における出走表印刷
- 競艇場広告印刷
- 商業用印刷「N's DISITAL FACTORY」

※なお、名称が類似している、関西地区で発行していた競艇研究、宮島競艇場のニュー研究、競輪の専門紙・競輪研究や、競馬の専門紙・研究ニュース（旧・競馬研究）とは一切関連がない。